# Sărmașu
Sărmașu (în maghiară Nagysármás) este un oraș în județul Mureș, Transilvania, România, format din localitățile componente Balda, Larga, Moruț, Sărmașu (reședința), Sărmășel, Sărmășel-Gară, Titiana și Vișinelu.
În perioada interbelică, după 1929, comuna de atunci Sărmașu a devenit reședința plășii omonime din județul Cluj interbelic.

## Localizare
Orașul Sărmașu este situat in Câmpia Transilvaniei, la intersecția paralelei 45°45' latitudine nordică cu meridianul 24°10' longitudine estică, în zona centrală a țării, la întretăierea limitelor administrative ale județelor Mureș, Cluj și Bistrița Năsăud. Teritoriul orașului este străbătut de râul Pârâul de Câmpie, drumul județean DJ151 Luduș - Sărmaș - Cluj-Napoca sau Dej, drumul național DN16 Reghin-Cluj.
Sărmașu se învecinează la nord cu comuna Budești din județul Bistrița Năsaud, la est cu comuna Sânpetru de Câmpie, la sud-est cu comuna Miheșu de Câmpie din județul Mureș, la vest cu comuna Cămărașu și la nord-vest cu comuna Mociu din județul Cluj.

## Geografie
Ca relief, orașul se integrează în zona de coline joase cu înălțimi medii de 380m, înălțimea maximă fiind în jur de 500m. Compoziția geologică este reprezentată în cea mai mare parte de cernoziomuri și soluri brun-roșcate, ce permit o intensă activitate agricolă. Hidrografia este slab reprezentată, Pârâul de Câmpie neavând un debit considerabil, fiind în perioada verilor toride aproape secat. Dintre bogățiile naturale cele mai semnificative sunt domurile gazeifere din zonă.

## Istoric

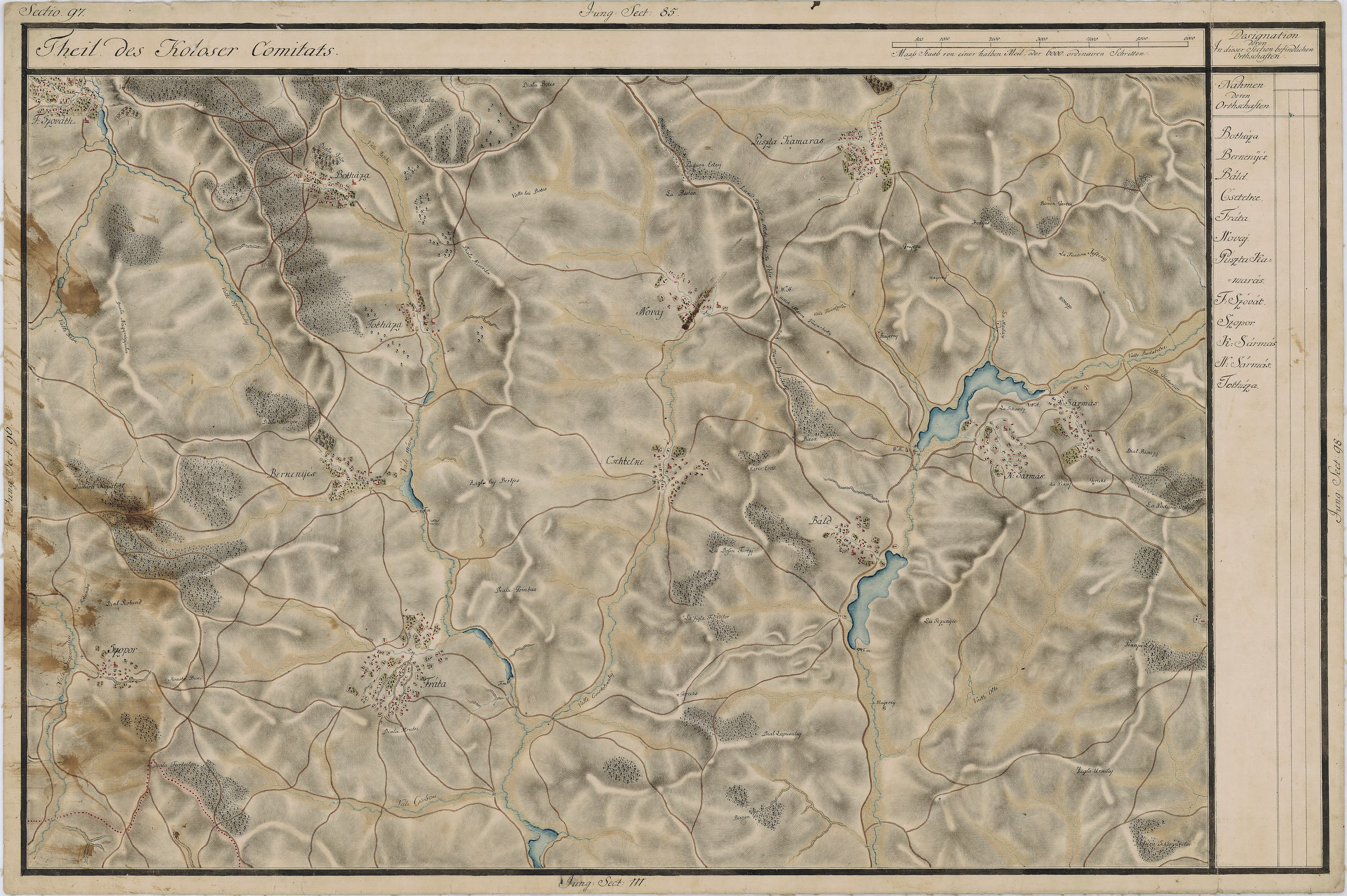
Sărmașu în Harta Iosefină a Transilvaniei ca N: Sármás, 1769-1773

Localitatea este pentru prima dată atestată documentar la data de 10 aprilie 1329, când Sărmașu este menționat sub numele de Willa Sarmas ca fiind una dintre moșiile regelui maghiar Carol Robert de Anjou. Totuși, orașul prezintă dovezi de locuire încă din perioada de tranziție la neolitic (2500-1800 î.e.n.), materializate în ceramică de tip Coțofeni. Parohia localității se aronda în protopopiatul catolic de la Reghin și potrivit surselor documentare în 1332 preotul paroh se numea Henchmannus Jacobus.  În anul 1348, regele maghiar Ludovic I a donat această moșie familiei Swk, așezarea fiind pomenită în următorul context:"Terra nobilium de Swk Sarmas vocata". 
În anul 1556 etnicii maghiari din sat a trecut la religia reformată.
Pe Harta Iosefină a Transilvaniei din 1769-1773 (Sectio 142), localitatea a apărut sub numele de „N: Sármás”.
În 1785 trăiau în localitate 34 de familii de jeleri români.
Localitatea Sărmașu a fost martora multor evenimente importante din istoria Transilvaniei și a țării, locuitorii fiind prezenți la marile evenimente ale istoriei și în mod special la Revoluția de la 1848 când s-au remarcat Alexandru Bătrâneanu și Vasile Simonis, primul în calitate de prefect al Câmpiei Transilvaniei și al doilea ca tribun al aceleiași zone în cadrul administrației lui Avram Iancu.

### Perioada dualismului austro-ungar

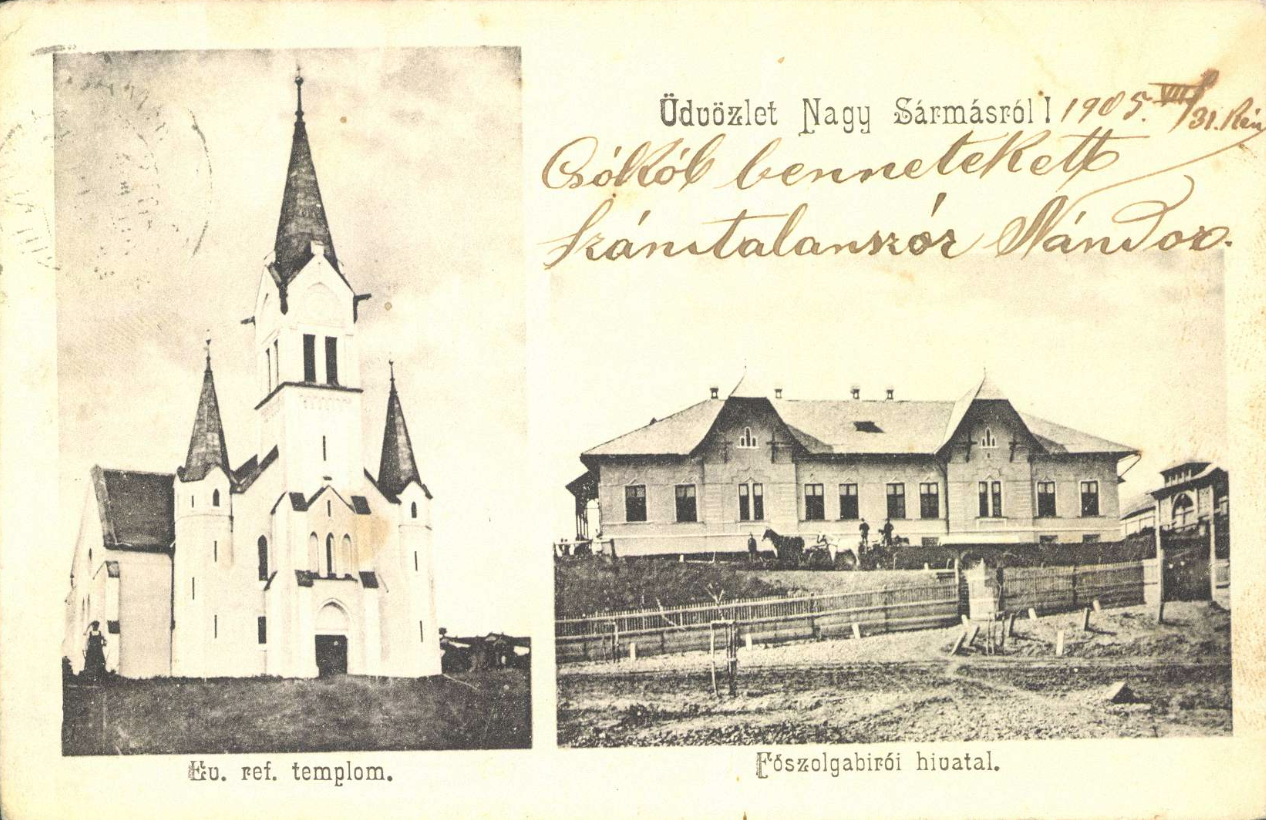
Sărmașu pe o carte poștală din 1909

În timpul dualismului Sărmașu a căpătat un rol tot mai important. Între anii 1894-1895 guvernul Ungariei a cumpărat de la familia Teleki pământ pentru dezvoltarea infrastructurii. Ca urmare a investițiilor localitatea a devenit în 1901 reședința districtului Sărmașu (în maghiară Nagysármási járás) din comitatul Cluj (în maghiară Kolozs vármegye), iar din 1904 a început să funcționeze prima farmacie din zonă. Tot în această epocă, între 1901-1902, a fost construită noua biserică reformată după proiectul profesorului Győző Czigler de la Universitatea Politehnică din Budapesta.
În urma cercetărilor făcute în zona Sărmașu-Sărmășel, printr-un program amplu inițiat și finanțat de guvernul Regatului Ungariei, coordonat de profesorul de geologie Lajos Lóczy, au fost găsite în 1909, la Sonda "Kissármás 1", rezerve de gaz metan. În ciuda faptului că cercetarea a avut ca scop determinarea masivelor de sare din subsol, echipa a identificat 860 000 m³ de gaz metan, care la vremea aceea era al patrulea cel mai mare depozit din lume.

### Perioada celui de-al doilea Război Mondial
În perioada celui de-al doilea Război Mondial așezarea a fost martora mai multor evenimente. După Dictatul de la Viena din 30 august 1940, NV Transilvaniei intră sub ocupație maghiară. Sărmașu rămâne în cadrul României, aflându-se la mai puțin de o oră de mers pe jos de granița cu Ungaria. La începutul războiului, localitatea avea o populație de aproximativ 3200 de oameni, împărțită pe etnii aproape egal între români și maghiari și existând circa 200 de evrei. Pe data de 23 august 1944, România trece de partea Aliaților, armatele germane și ungare trecând la o puternică ofensivă contra noului inamic și pătrunzând în Câmpia Transilvaniei pe o adâncime de circa 30–60 km peste linia de frontieră existentă atunci. La 5 septembrie 1944 armata maghiară ocupă comuna. Din acest moment începe opresiunea împotriva evreilor și românilor de aici. Populația maghiară din zonă ce sprijinea cauza Ungariei, în dorința recâștigării întregii Transilvanii împreună cu garda maghiară încep să jefuiască casele evreilor și românilor.

#### Masacrul de la Sărmașu
Articol principal: Masacrul de la Sărmașu
Pe data de 9 septembrie 1944, echipa de jandarmi maghiari ridică din casele lor pe toți evreii din Sărmaș, în numar de 126. Ei au fost duși într-un lagăr improvizat din localitate, alături de alți câțiva români ce îndepliniseră funcții importante în administrarea comunei. Timp de mai multe zile cu toții au fost supuși unui tratament ostil din partea ocupatorilor. În ziua de 15 septembrie 1944, unii dintre români au fost eliberați, iar alți 18 au fost deportați în Ungaria. Deportații au fost duși cu camionul în Cluj, iar aici au fost încolonați pe jos, sub escortă de polițiști civili, pe drumul spre Jibou și apoi la Budapesta. Unul dintre cei deportați și apoi declarați morți a fost și preotul greco-catolic Iuliu Moldovan, tatăl artistului Ovidiu Iuliu Moldovan. Pe data de 16 septembrie 1944, cei 126 de evrei sunt scoși din Sărmașu și uciși pe dealul Suscut, din apropierea localității Cămărașu. Acest tragic eveniment este cunoscut sub numele de masacrul de la Sărmașu.

### Perioada postbelică
În perioada interbelică a fost reședința plasei Sărmaș din județul Cluj (interbelic). În anul 1952, Sărmașu devine sediul raionului cu același nume din cadrul județului Cluj până în 1960 când comuna este arondată raionului Luduș. La reforma administrativă din anul 1968 localitatea a fost alipită județului Mureș.
Începând cu 30 septembrie 2003, prin legea nr. 382, fosta comună Sărmașu a fost ridicată la rangul de oraș.

## Demografie
Componența etnică a orașului Sărmașu
     Români (63,32%)
     Maghiari (17,73%)
     Romi (12,38%)
     Alte etnii (0,05%)
     Necunoscută (6,51%)
Componența confesională a orașului Sărmașu
     Ortodocși (71,97%)
     Reformați (14,13%)
     Adventiști (4,38%)
     Penticostali (1,15%)
     Alte religii (1,5%)
     Necunoscută (6,87%)
Conform recensământului efectuat în 2021, populația orașului Sărmașu se ridică la 6.186 de locuitori, în scădere față de recensământul anterior din 2011, când fuseseră înregistrați 6.942 de locuitori. Majoritatea locuitorilor sunt români (63,32%), cu minorități de maghiari (17,73%) și romi (12,38%), iar pentru 6,51% nu se cunoaște apartenența etnică. Din punct de vedere confesional, majoritatea locuitorilor sunt ortodocși (71,97%), cu minorități de reformați (14,13%), adventiști (4,38%) și penticostali (1,15%), iar pentru 6,87% nu se cunoaște apartenența confesională.
0100020003000400050006000700019301966199220022011populațiePopulația istorică din Sărmașu
Date: Recensăminte sau birourile de statistică - grafică realizată de Wikipedia

## Politică și administrație
Orașul Sărmașu este administrat de un primar și un consiliu local compus din 15 consilieri. Primarul, Valer Botezan[*], de la Partidul Social Democrat, este în funcție din octombrie 2020. Începând cu alegerile locale din 2024, consiliul local are următoarea componență pe partide politice:
|  | Partid                                 | Consilieri | Componența Consiliului | Componența Consiliului | Componența Consiliului | Componența Consiliului | Componența Consiliului | Componența Consiliului | Componența Consiliului |
|  | -------------------------------------- | ---------- | ---------------------- | ---------------------- | ---------------------- | ---------------------- | ---------------------- | ---------------------- | ---------------------- |
|  | Partidul Social Democrat               | 7          |                        |                        |                        |                        |                        |                        |                        |
|  | Partidul Național Liberal              | 4          |                        |                        |                        |                        |                        |                        |                        |
|  | Uniunea Democrată Maghiară din România | 3          |                        |                        |                        |                        |                        |                        |                        |
|  | Alianța pentru Unirea Românilor        | 1          |                        |                        |                        |                        |                        |                        |                        |

## Economie
Sărmașu are o economie agro-industrială, zonele înconjurătoare ale orașului fiind folosite pentru cultivarea plantelor și pașunat. Industria este bazată in special pe exploatarea gazului metan si prelucrarea lemnului. Domurile gazeifere pe care este așezată localitatea au oferit zonei o bogăție inestimabilă – gazul metan. Fiind, după aprecierea specialiștilor, cel mai curat din punct de vedere calitativ și al conținutului de metan, acesta a situat Sărmașu rândul primelor localități din Europa în care s-a început exploatarea industrială a gazului metan, în 3 aprilie 1914. Prima sondă de foraj datează din 6 februarie 1908, fiind în prezent declarată obiectiv cu valoare muzeală.

## Obiective turistice
- Biserica de lemn din Sărmașu (muzeu de artă religioasă).
- Biserica muzeu Vișinelu.
- Biserica reformată din Sărmașu, construită între 1901-1902 în stil neogotic după planurile profesorului  Győző Czigler de la Universitatea Politehnică din Budapesta
- Sonda Muzeu (prima sonda de foraj a gazului metan din România).
- Pajiștile Sărmășel - Milaș - Urmeniș (sit de importanță comunitară inclus în rețeaua europeană Natura 2000 în România).

## Obiectiv memorial
Groapa comună a Eroilor Români din Al Doilea Război Mondial este amplasată în marginea nordică a cimitirului reformat-calvin din localitate. A fost amenajată în anul 1944 și are o suprafață de 200 mp. În această groapă comună sunt înhumați 40 de eroi români.

## Personalități
- Alexandru Bătrâneanu (1820-1848), prefect al Câmpiei Transilvaniei, erou al revoluției transilvănene de la 1848;
- Sándor Teleki (1821 - 1892), conte, colonel, membru în camera superioară a Parlamentului din Transilvania, care până la vârsta de 10 ani a trăit în Sărmașu;
- Lajos Csőgör (1904 - 2003), profesor universitar, primul rector al Universității de Medicină și Farmacie din Târgu Mureș
- Dumitru Sălăgean, (1913-2002) Prelat Papal și fost vicar general al Eparhiei Greco-Catolice de Lugoj
- Dezső Demény (1915-1988), psiholog, cadru dicatic la Universitatea Bolyai din Cluj
- Gabriela Moga Lazăr (1926 - 2012), artistă specializată în tapiserie;
- Anton Doboș (n. 1965), fotbalist
- Victor Gheorghe Maior (1878 - 1959), delegat în Marea Adunare Națională de la Alba Iulia 1918
- Ovidiu Iuliu Moldovan (1942 - 2008), actor
- Liviu Rusu (1901-1985), psiholog, estetician, cercetător și istoric literar
- Vasile Simonis, tribun al Câmpiei Transilvaniei în cadrul administrației lui Avram Iancu
- Olga Szűcs (n. 1930), redactor, scriitor și traducător
- Costi Cămărășan, fondator al formației Compact din Cluj

## Imagini

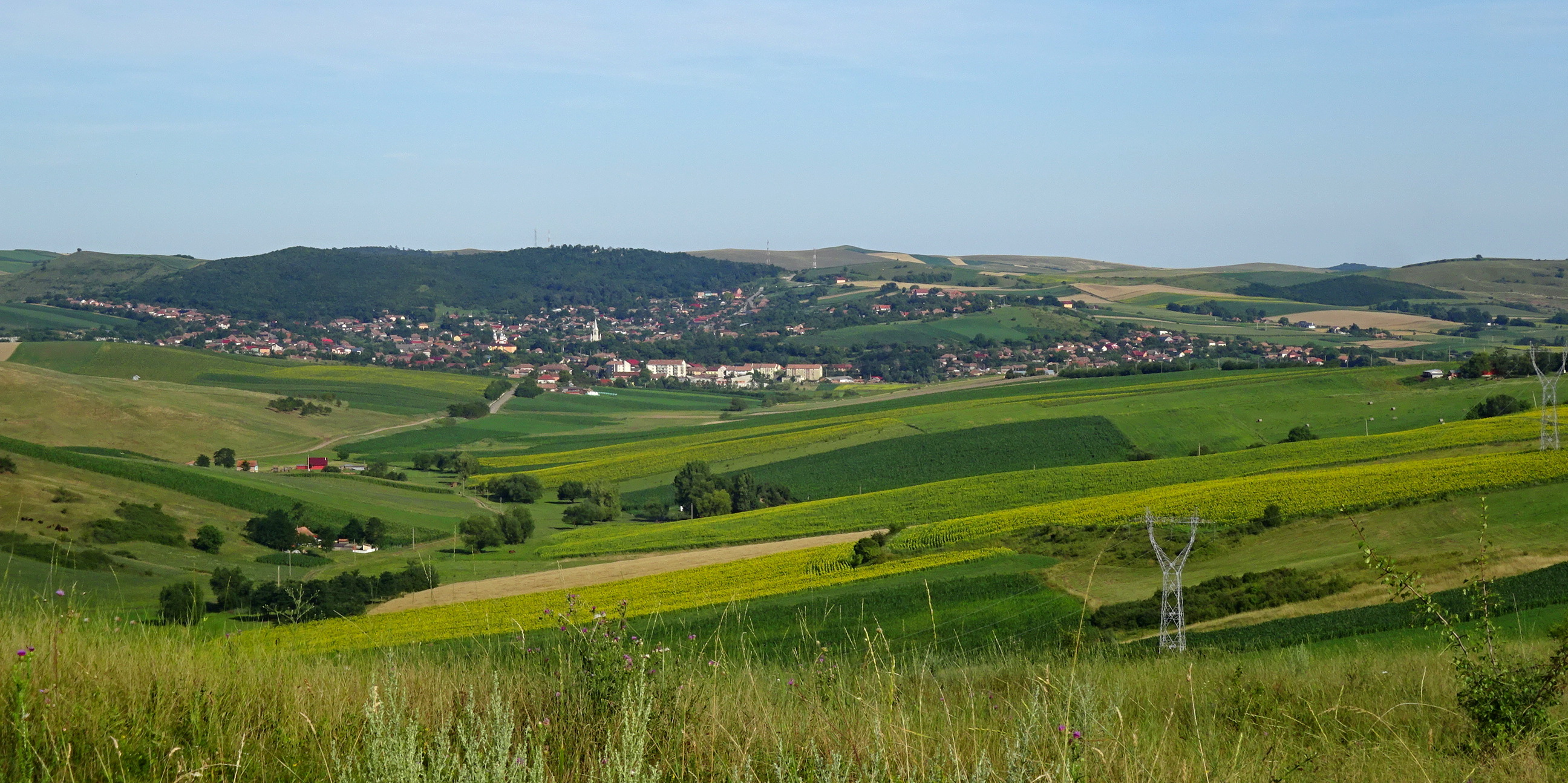
Panoramă dinspre Cămărașu (2024)
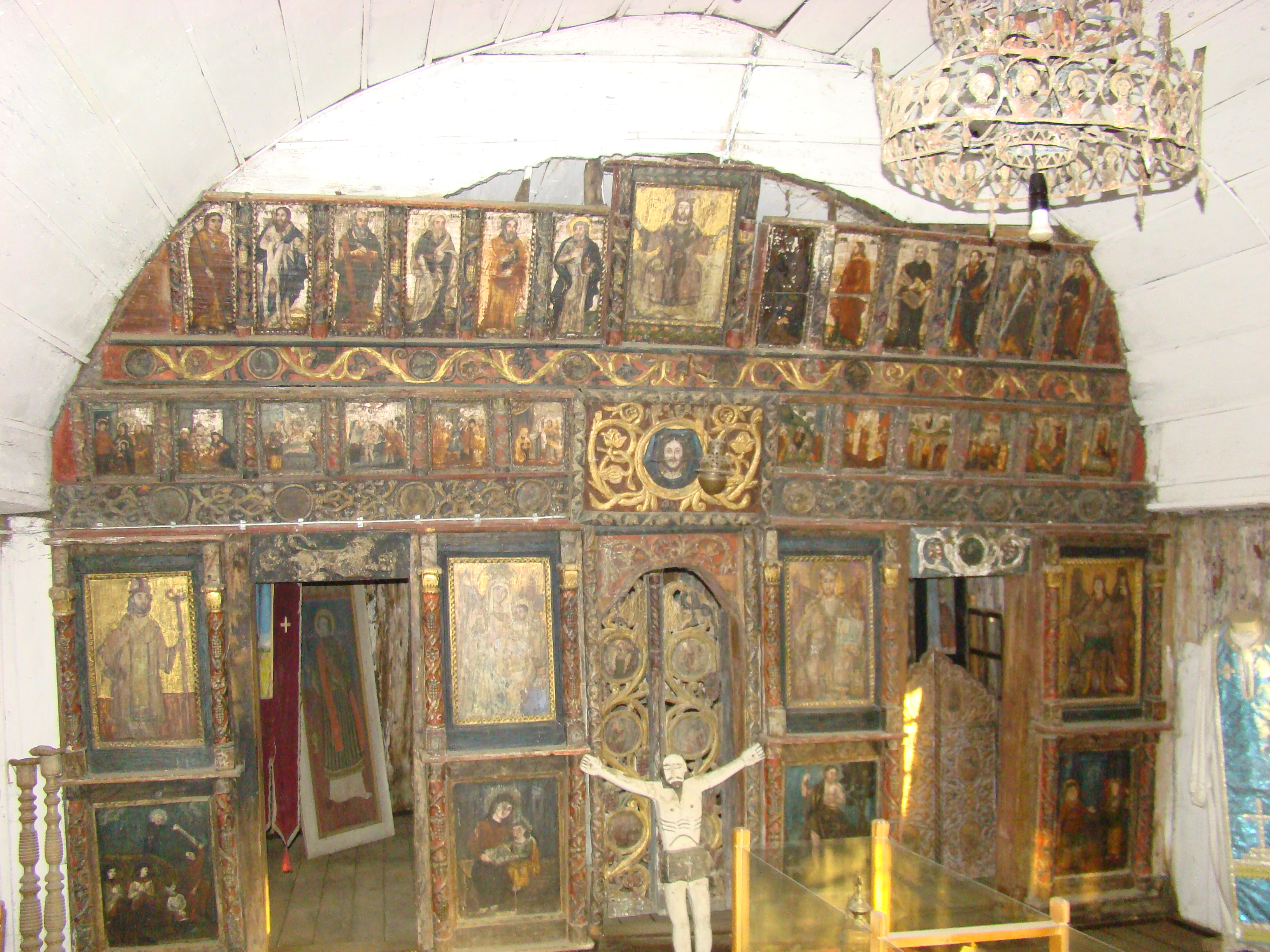
Biserica de lemn din Sărmașu (monument istoric)
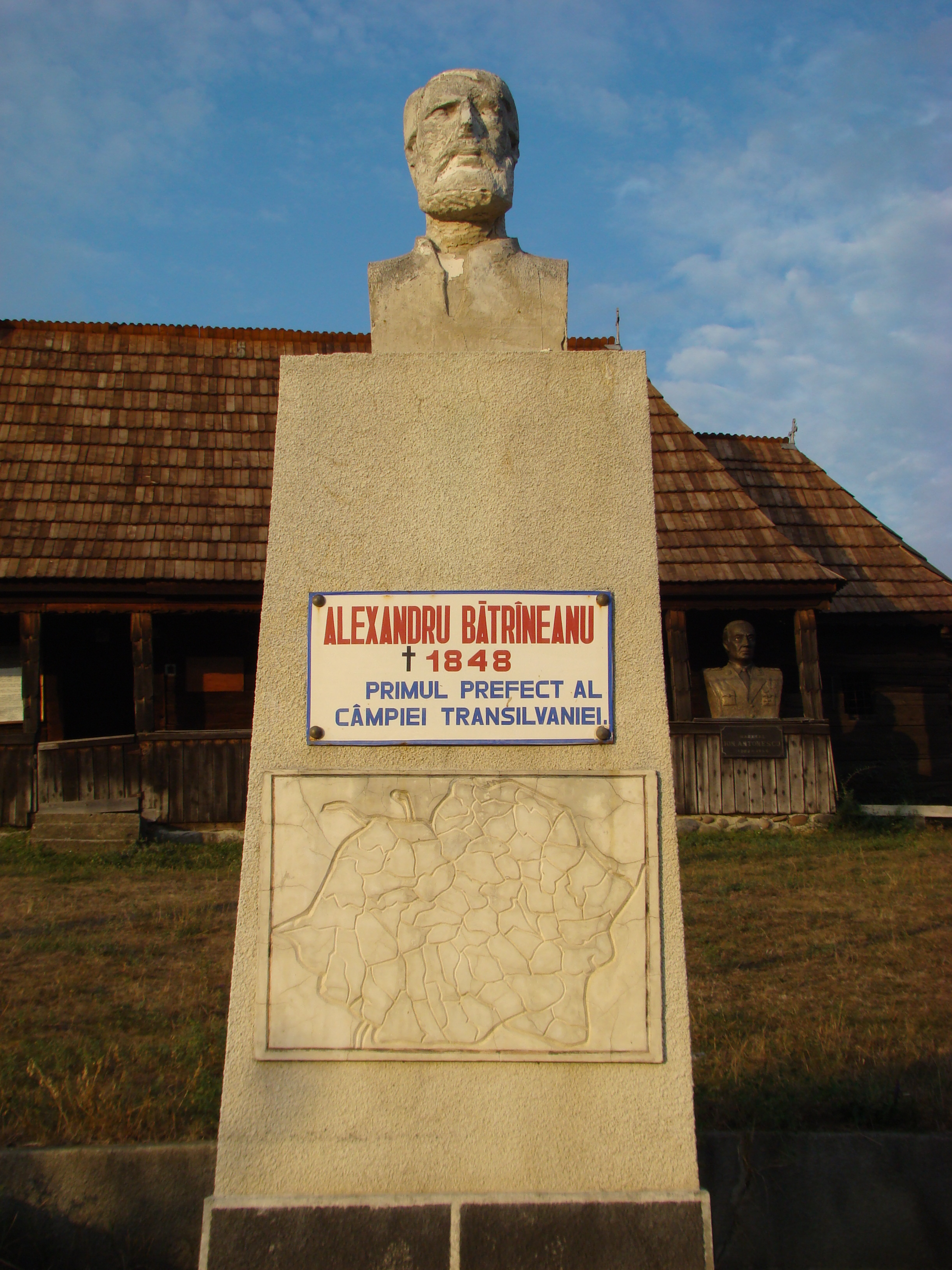
Bustul lui Alexandru Bătrâneanu
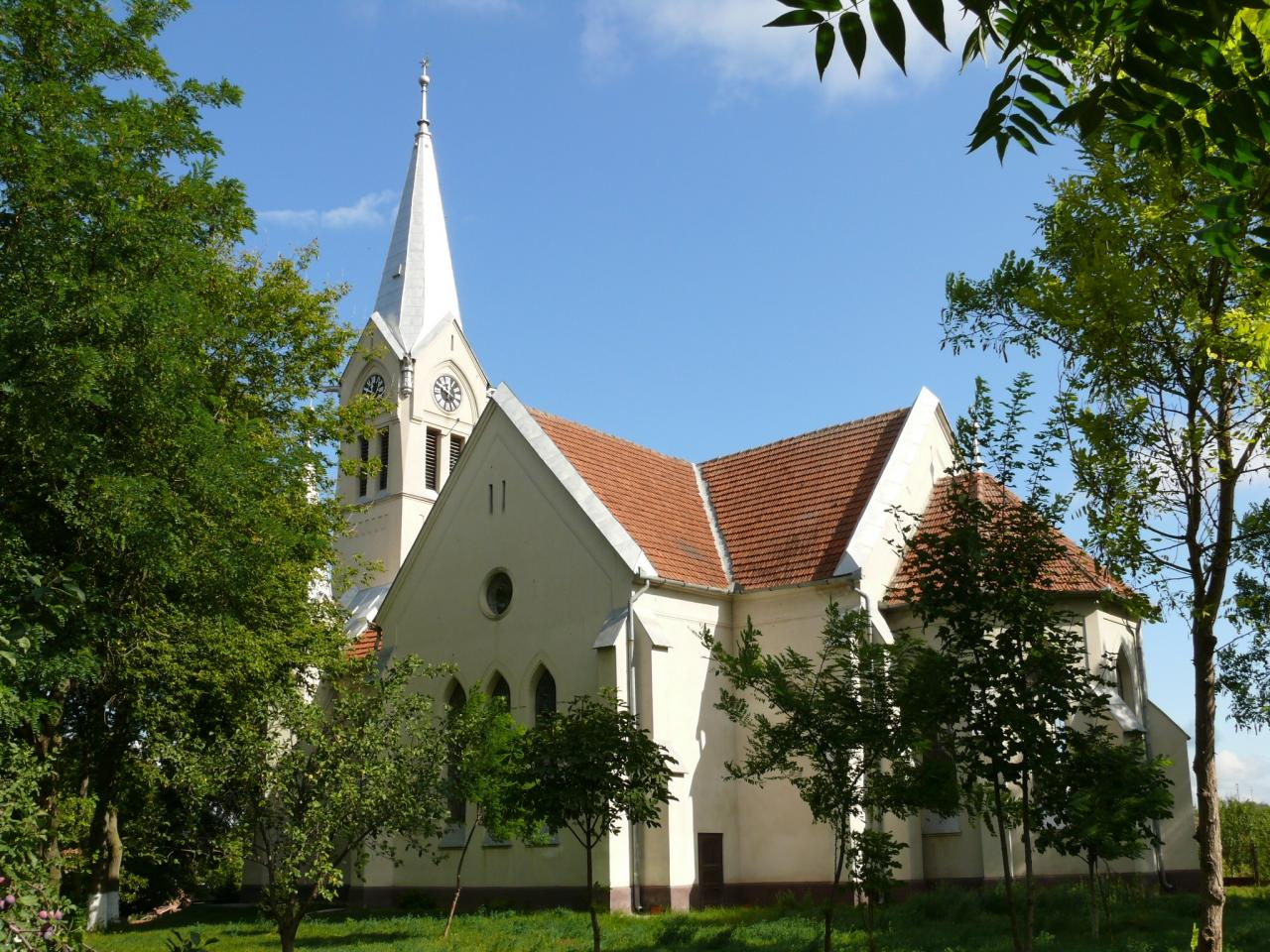
Biserica reformată în stil neogotic